# Kent (musikgrupp)
Kent (stiliserat som kent) är en svensk musikgrupp från Eskilstuna bildad 1990 som Jones & Giftet. Kent etablerade sig som en av de mest framgångsrika grupperna i Skandinavien. Med mer än 2,3 miljoner sålda fullängdsalbum har Kent flera gånger givits epitetet "Sveriges största rockband", men bandet har även verkat inom andra musikgenrer som pop och syntpop.
Kent bildades 1990 under namnet Jones & Giftet, senare Havsänglar. Det nuvarande namnet har bandet haft sedan 1993. Originalmedlemmarna var Joakim Berg, Martin Sköld, Markus Mustonen, Sami Sirviö och Thomas Bergqvist. Bergqvist ersattes av Martin Roos 1992 som i sin tur lämnade gruppen 1995, kort efter utgivningen av debutalbumet Kent. Kents första listframgångar kom 1996 i samband med singeln "Kräm (så nära får ingen gå)". Samma år rekryterades gitarristen Harri Mänty som var medlem i bandet fram till 2006.
Sedan Kents andra album Verkligen (1996) har bandet toppat Sverigetopplistan med samtliga nio efterföljande studioalbum, varav Vapen & ammunition (2002) med sina totalt 85 veckor har tillbringat längst tid på listan. Kent har även toppat den svenska singellistan med låtarna "Dom andra", "Max 500", "Palace & Main", "Töntarna", "2000" och "Gamla Ullevi". År 2016 blev bandet invalt i Swedish Music Hall of Fame.
Den 13 mars 2016 meddelade Kent via en musikvideo att 2016 blir deras sista år tillsammans. I samma video tillkännagavs släppet av ett sista fullängdsalbum och ett samlingsalbum samt genomförandet av en omfattande avskedsturné. Turnén kulminerade i ett allra sista farväl i form av en avskedsspelning på Tele2 Arena den 17 december 2016.
I oktober 2024 meddelade bandet på sin Youtubekanal att de skulle återförenas och göra tre spelningar på 3Arena den 21, 22 och 23 mars 2025. Den 26 oktober släpptes ytterligare tre datum efter en enorm efterfrågan, vilket innebar att Kent gjorde sammanlagt sex konserter i mars 2025. 

## Historia

### Jones & Giftet och Havsänglar (1990–1994)
Gruppen bildades 1990 under namnet Jones & Giftet av medlemmarna Joakim Berg, Martin Sköld, Markus Mustonen, Sami Sirviö och Thomas Bergqvist. Till en början var det Sami Sirviö och Joakim Berg som hade bandet tillsammans, senare anslöt Sköld, Bergqvist och Mustonen. Jones & Giftet höll några spelningar på relativt små ställen, endast inom Sveriges gränser, mestadels i Stockholm. Deras första spelning var i Lindesberg på en inomhusfestival. Våren 1991 vann de Cult 91 som är en rocktävling i Eskilstuna. I samband med detta upptäcktes bandet av Magnus Nygren på skivbolaget EMI som omedelbart fastnade för deras demo; denna första demo innehåller låtarna "Andas på mig", "Bara stjärnorna och jag" och "Sommarsång". Nygren ordnade flera spelningar åt bandet.
I september 1991 bytte bandet namn till Havsänglar och året därpå ersatte Martin Roos Thomas Bergqvist på keyboard. Gruppen fick spelningar på lite större krogar, men hade fortfarande inte slagit igenom annat än lokalt. I april 1993 byttes bandnamnet till Kent efter ett förslag av Joakim Bergs yngre bror Adam Berg.
I mars 1994 spelade Kent in en demo med tio låtar under väldigt enkla förhållanden. De skickade demokassetten till Peter Ejheden som då var ansvarig bandbokare på Stockholmskrogen Pet Sounds Bar. I samband med att Ejheden fick skivan bytte han jobb och började på skivbolaget BMG. I april lyssnade BMG:s talangscout, Per Lindholm, på Kent och fastnade direkt för dem. Redan i juni samma år fick Kent sitt första skivkontrakt och började då spela in sitt debutalbum.

### KentochVerkligen(1995–1996)
1995 släppte Kent sin första singel, När det blåser på månen. Debutalbumet Kent kom 15 mars samma år. Ungefär vid den tidpunkten valde Martin Roos att sluta i bandet för att koncentrera sig på sitt jobb på Sony Music.
På Grammisgalan 1996 tog Kent emot priset som "bästa rockgrupp". Exakt ett år efter sitt debutalbum, 15 mars 1996, gav de ut sin andra skiva Verkligen som toppade försäljningslistorna i flera veckor. Efter att Verkligen släppts, innan bandet åkte ut på en lång turné samma sommar, gick Harri Mänty in som permanent bandmedlem och ersättare för Martin Roos. Mänty stannade i bandet till 2006.

### Isola(1997–1998)
1997 var ett händelserikt år för Kent. De vann två Grammisar för Verkligen och fick även ta emot en Rockbjörn. I november släpptes deras tredje skiva Isola, som snabbt sålde guld. Isola betyder ö på italienska och samtidigt är namnet på den obestämda, fiktiva storstaden där Ed McBains 55 romaner om poliserna i det 87:e distriktet utspelar sig. Tidigt året därpå hade Isola sålt platina, och Kent fick inte mindre än två Grammisar och tre Rockbjörnar. Kent turnerade genom hela Skandinavien och sålde ut hela 50 spelningar. Senare under 1998 åkte gruppen ut på sin första Europaturné, och Isola släpptes på engelska i april.

### Hagnesta HillochB-sidor 95-00(1999–2000)
I början av 1999 åkte Kent på USA-turné tillsammans med The Cardigans, och december samma året släpptes fjärde albumet Hagnesta Hill som fått sin titel efter området där bandet hade sin första replokal. Områdets namn skrivs dock Hagnestahill. Även denna skiva fick väldigt bra kritik.
2000 var ett fullbokat år. Kent åkte först ut på turné i Norden tillsammans med The Ark och sedan ut i Europa i samband med att Hagnesta Hill släpptes på engelska. De avslutade den senare turnén på Roskildefestivalen. Samma sommar var bandet med i den så kallade Kalasturnén, tillsammans med Teddybears Sthlm och Sahara Hotnights. Kent spelade även på andra europeiska festivaler. Framåt årets slut släppte de också ett dubbelalbum med samlade b-sidor från bandets singlar, B-sidor 95-00. En dokumentärfilm spelades även in samma år, Så nära får ingen gå – ett år med Kent. Filmen producerades av Per Sinding-Larsen och Mathias Engstrand.

### Vapen & ammunition(2001–2003)
Under 2001 tog Kent inledningsvis en paus i arbetet. De uppträdde på Hultsfredsfestivalen och åkte på hösten till Köpenhamn för att börja spela in ett nytt album. Vapen & ammunition släpptes april 2002 och gick direkt in på förstaplatsen på svenska topplistan. Gruppen åkte ut på tre turnéer under året: först en mindre klubbturné i Skandinavien och Finland med Sverige exkluderat, utsåld turnépremiär och extraspelning på Vega i Köpenhamn i maj. Därefter drog Kent för andra gången ut på Kalasturnén, denna gång tillsammans med Thåström, Hellacopters, Mando Diao och Varanteatern. Under vintern gjorde bandet en större ishallsturné i Skandinavien. Vapen & ammunition blev en stor succé i Sverige och sålde trippel platina. Kent fick återigen ta emot flera priser, bland annat sju Grammisar, två Rockbjörnar och två P3 Guld-pris.
Under 2003 gav gruppen endast en enda konsert. Den hölls på Sveriges nationaldag den 6 juni inför 34 500 personer på Stockholms stadion. Biljetterna såldes ut på tre och en halv timme, vilket var svenskt rekord i biljettförsäljning. Kents påbud att konsertbesökarna skulle komma klädda i vitt väckte uppmärksamhet, och oroliga fans spekulerade på bandets webbplats om detta antydde begravning och avskedskonsert, farhågor som visade sig vara i onödan. Konserten kom senare att bli kallad "den vita konserten". Konserten hade inget förband, däremot framträdde poeten Bruno K. Öijer samt Morriskvartetten med Kent-låtar i sättning för stråkkvartett.

### Du & jag dödenochThe hjärta & smärta EP(2004–2006)

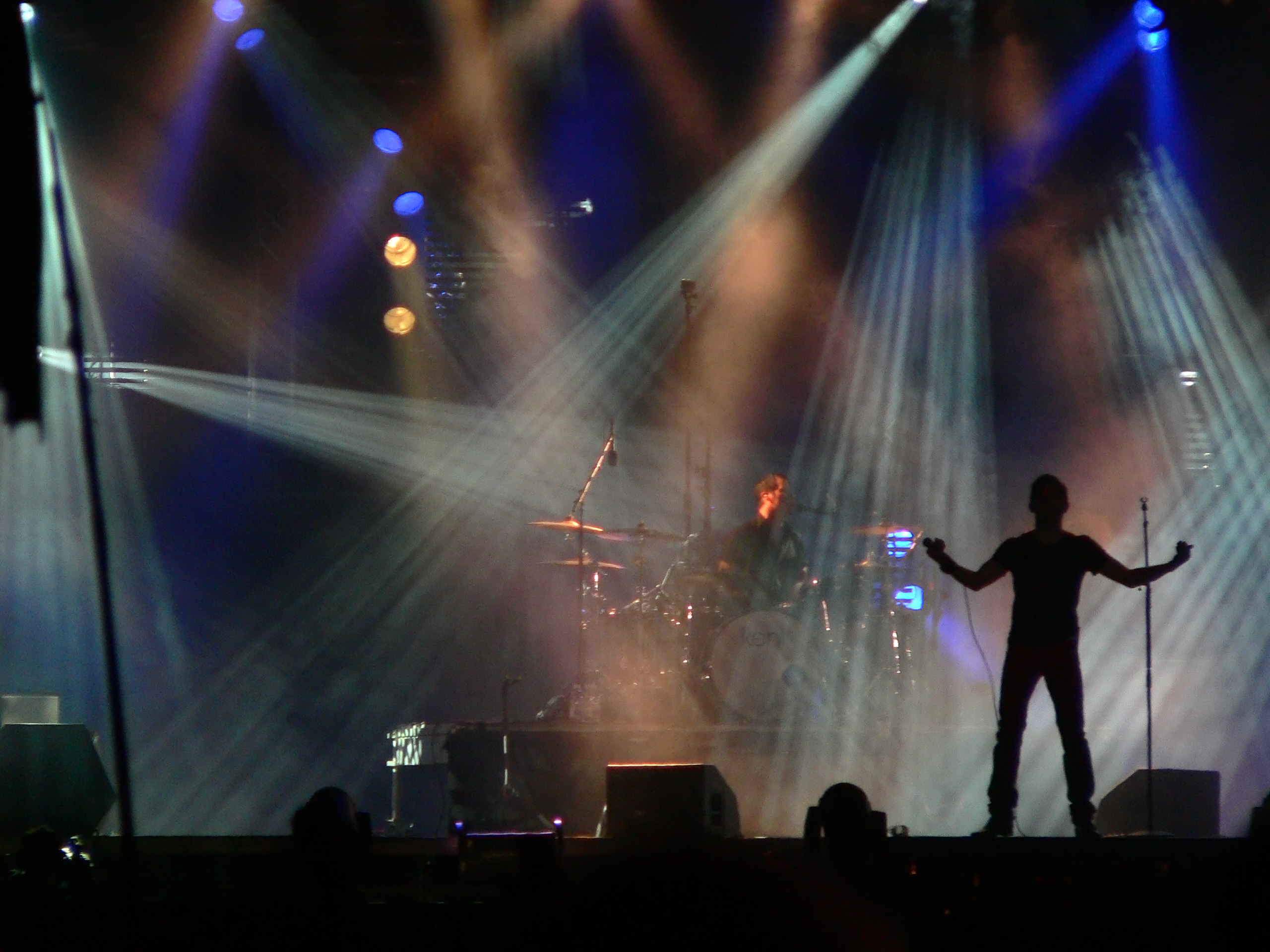
Kent på Roskildefestivalen 2005.

Efter en tids tystnad släppte bandet i början av 2004 ett pressmeddelande om att arbetet med ett nytt album inletts, en skiva som skulle bli mycket mörk och deppig. I november samma år meddelades att skivan Du & jag döden skulle släppas den 15 mars 2005 och att en turné vid namn Turné 19 skulle inledas i Göteborg den 13 maj 2005. Under Turné 19 hade Kent med sig Anna Ternheim som förband. Första singeln från det nya albumet, "Max 500", släpptes den 9 februari 2005. Namnet "Max 500" är taget från en svartklubb med samma namn som fanns i Eskilstuna i början av 1990-talet. Kent höll en hel del spelningar där innan de slog igenom. Andra singlar från detta album är "Palace & Main" och "Den döda vinkeln". Efter Turné 19 spelade Kent än en gång på Roskildefestivalen.
I oktober 2005 meddelades att Kent spelat in en EP med namnet The hjärta & smärta EP. EP:n släpptes 2 november 2005. Den topplistmässigt mest framgångsrika låten från skivan blev "Dom som försvann".
Juni 2006 släpptes singeln "Nålens öga" till förmån för Rädda Barnens kampanj "Det handlar om ett barn". Alla intäkter från singeln gick oavkortat till förmån för kampanjen. Kent spelade dessutom på Hultsfredsfestivalen, vilket var den enda konsert gruppen gjorde i Sverige under året.

### Tillbaka till samtidenochBox 1991-2008(2007–2008)

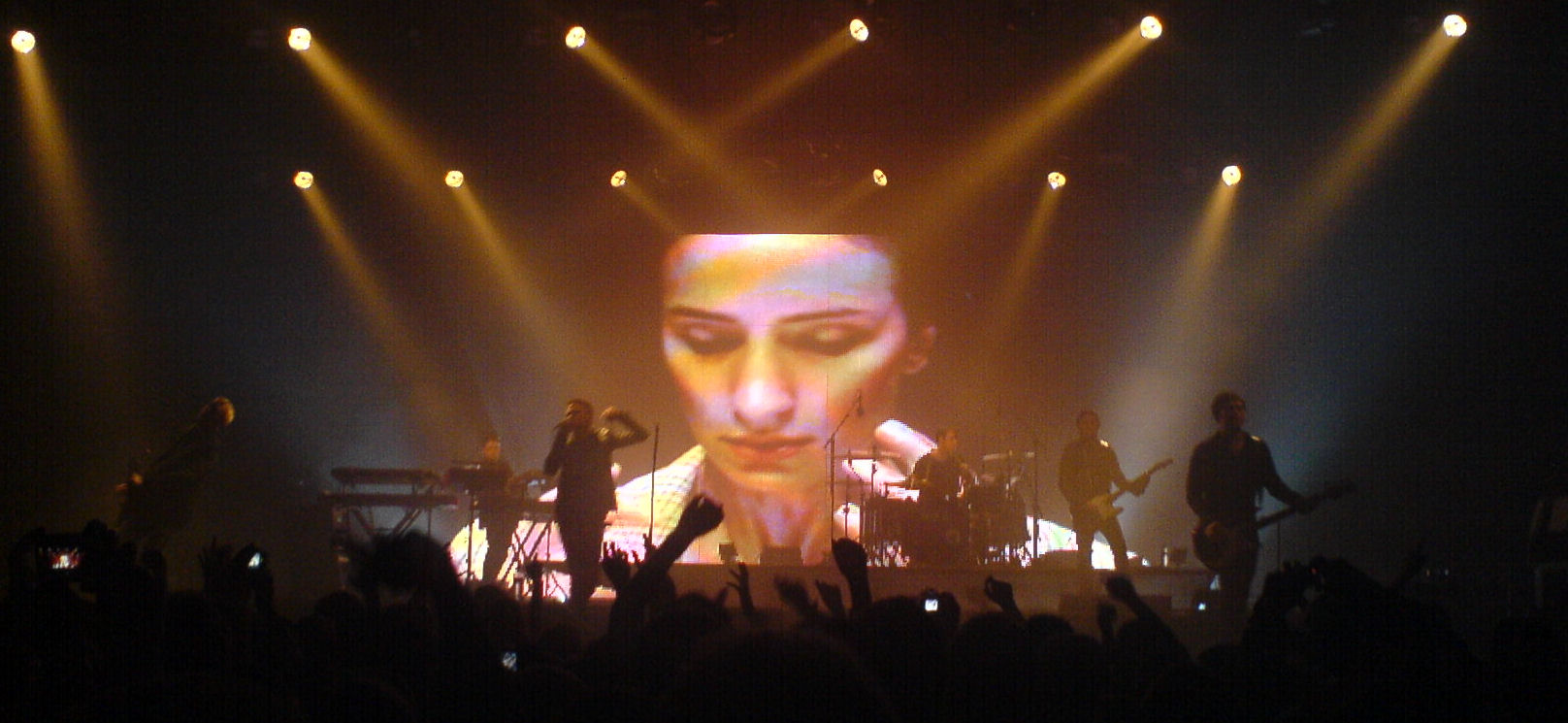
Kent i Halmstad 2008.

I november 2006 åkte Kent till USA för att påbörja inspelningarna av sitt sjunde album Tillbaka till samtiden. Inspelningarna pågick under vintern och våren 2007, och skivans utgivningsdatum sattes till den 17 oktober 2007. Datumet ändrades dock till den 12 oktober 2007 på grund av att albumet hade läckt ut på internet dagen innan. I samband med skivsläppet genomförde de under höstturné med start den 4 november i Helsingfors. I januari 2007 meddelade Kents manager Martin Roos att Harri Mänty bestämt sig för att lämna bandet under planeringen av den nya skivan. Orsaken uppgavs vara att Mänty inte kände motivation för att fortsätta.
Första singeln från albumet var "Ingenting", som släpptes både i fysisk och digital form den 17 september 2007. Andra singeln var "Columbus". Singel nummer tre blev "Generation ex" som släpptes i digital form 7 april 2008 och fysisk form 9 april samma år. Den 16-23 juni 2008 kunde fansen göra sin egen video till en remix på låten "Vy från ett luftslott" (Punks Jump Up-remix). Genom en omröstning korades sedan en vinnare bland de fem finalister som bandet själva valt ut.
Inför släppet av det nya albumet släpptes även en bok om Kent med titeln Kent: Texter om Sveriges största rockband. Den är sammanställd av journalisten Håkan Steen och går igenom Kents historia i kronologisk ordning i form av intervjuer, artiklar, krönikor och recensioner.
Den 29 oktober 2008 släppte Kent samlingsboxen Box 1991-2008. Boxen sammanfattar stora delar av Kents karriär mellan åren 1991-2008. Den innehåller alla tio svenska studioalbum, inklusive The hjärta & smärta EP samt 26 extra låtar. Utöver detta tillkommer en 96-sidig bok med intervju av journalisten Jan Gradvall, privata bilder, turnéhistorik och låttexter. Alla album får också nya omslag och nytt artwork tecknat av Joakim Berg.
Den 23 december 2008 släppte Kent en ny låt, "På drift?", enbart via en sida på sin webbplats. Denna låt finns även i en alternativ version, speciellt anpassad för en anti-mobbnings-film av organisationen Stiftelsen Friends.

### RödochEn plats i solen(2009–2011)

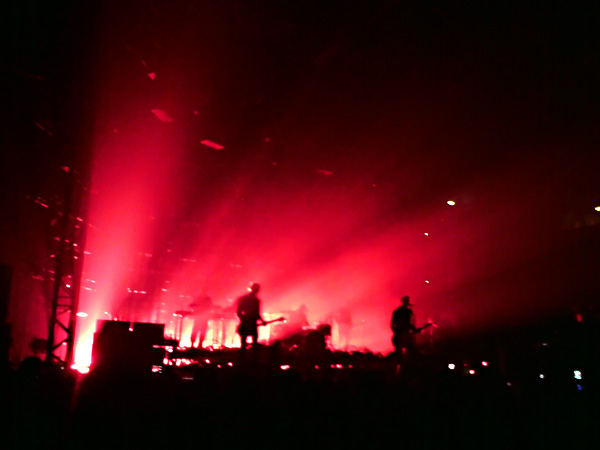
Kent på scen i Gävle, mars 2010.

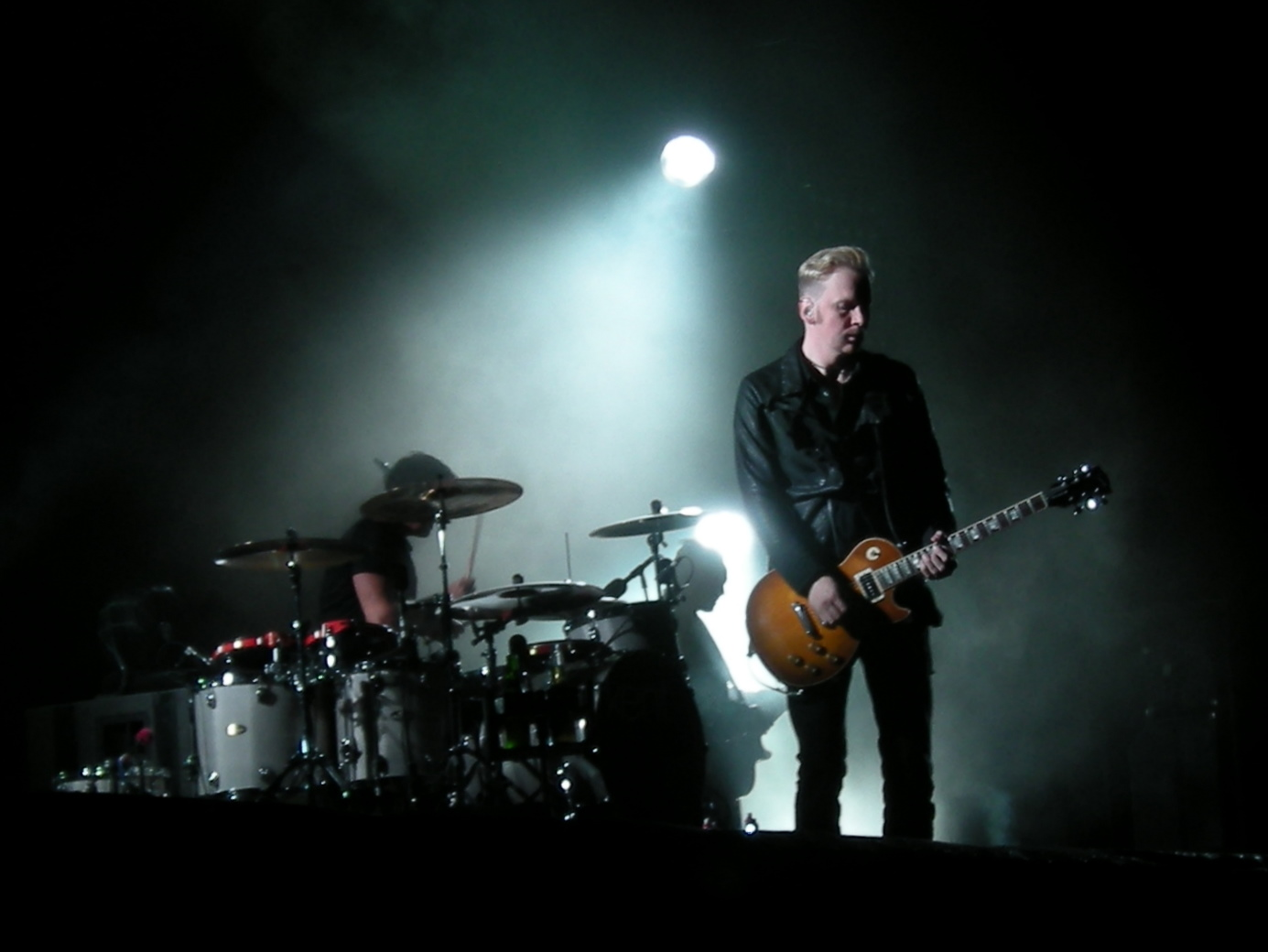
Kent på Peace and Love i Borlänge 2010

Den 21 april 2009 meddelade Kent att de hade påbörjat inspelningen av ett nytt album. Vid samma tidpunkt hade ett antal låtar spelats in i Meistersaal tillhörande Hansa Studios i Berlin, och fortsatta inspelningar var planerade i "Psykbunkern", Kents smeknamn på sin egen studio i Älvsjö. Sångerna som bandet spelat in är skrivna under hela 2008 fram till början av april 2009.
Den 4 oktober 2009 tillkännagavs på bandets webbplats att Kent skulle släppa sitt nya album Röd den 6 november. Albumets första singel, "Töntarna", släpptes den 4 oktober som digital download och 12 oktober i fysiskt format. Albumet släpptes först på bandets webbplats den 5 november.
Musikvideon till en av de andra låtarna på albumet, "Hjärta", har gjorts i samarbete med TV-programmet Efterlyst och är tillägnad anhöriga till personer som har försvunnit och aldrig hittats. Under 2009 släppte Kent även låten "2000", som var vinjettmusik till Utbildningsradions serie Hemlös. Intäkterna från låten tilldelades föreningen Stockholms hemlösa.
Kents turné startade i Stockholm den 25 februari 2010, med fyra spelningar i Globens Annex. Därefter följde ett flertal spelningar runt om i landet.
28 maj 2010 släpptes tv-spelet Singstar Kent på Playstation 3 och Playstation 2. Det är ett spel där man sjunger karaokeversioner av några av Kents populäraste låtar.
Den 14 juni meddelade Kent att ett nytt album, En plats i solen, skulle släppas redan den 30 juni 2010. Det blev Kents nionde studioalbum, innehållande tio nya låtar. I samband med skivsläppet genomförde bandet en 18 spelningar lång sommarturné med start den 1 juli på Peace & Love. Den 24 juni 2010 meddelades det på Kents webbplats att albumet hade släppts i de flesta skivbutiker.
Den 22 juni 2011 byter Kent skivbolag till Universal Music Sverige, efter sexton år på skivbolaget BMG/Sony.

### Jag är inte rädd för mörkretochTigerdrottningen(2012–2015)
Den 22 november 2011 meddelade Kent att de var i Montpellier i södra Frankrike och arbetade på sin tionde studioskiva med titeln Jag är inte rädd för mörkret. Den 12 december samma år berättades i ett pressmeddelande på bandets webbplats att det nya albumet skulle släppas i april 2012 och att bandet åker på en sommarturné i Norden. Albumet beskrevs av bandet som "Stolt, hoppfullt och befriat (nåja, nästan) från självömkan" och "en samling sånger där bara de bästa melodierna platsade".
Första singeln från albumet, "999", släpptes redan 28 mars. Den 30 mars släppte bandet en bonuslåt "Ett år utan sommar" som inte kom med på skivan, och den 20 april lade bandet ut fyra koder på Twitter som en "liten helgförbättrare i snöstormen", vilka kunde användas för att hitta fyra låtar av det kommande albumet på Spotify. Albumet släpptes 25 april 2012. Dagen innan livesändes bandets presskonferens ifrån restaurangen Berns Salonger i Stockholm.
Den 25 april 2012 släpptes boken "Kent Waldersten - Lägg er inte i!" som Kent samproducerat med konstnären Jesper Waldersten. Waldersten följde med bandet till Frankrike under inspelningen av Jag är inte rädd för mörkret. Boken släpptes tillsammans med albumet.
Under våren 2012 lanserade Kent eget vin som ingick i Systembolagets beställningssortiment. Vinet "Kent Edizione" bestod av tre italienska viner; ett rött bordsvin, ett lite finare vitt vin samt ett rött prestigevin.
Under sommaren turnerade Kent i Norden, först med en kort vårturné i slutet av maj och sedan på festivaler och egna spelningar i Sverige, Norge, Finland och Danmark under juni, juli och augusti. Sverigeturnén avslutades med en av både fans och kritiker bejublad spelning på gräsplanen utanför Sjöhistoriska museet i Stockholm.
Den 24 december 2012 skrev bandet på sin hemsida att de skulle släppa en ny låt, som spelades in 17-18 december samma år. Låten släpptes den 31 december och heter "Ingen kunde röra oss".
Den 13 februari 2013 offentliggjordes att Kent skulle spela på invigningen av Tele2 Arena den 24 augusti samma år, vilket blev deras enda liveframträdande under året. Under spelningen berättade Joakim Berg att bandet den 1 december ska inleda inspelningen av ett nytt studioalbum. Den 25 augusti skrev de på Twitter om albumet: "I oktober/november inleder vi rep för nästa album. Många av låtarna är skrivna. Det kommer bli sjukt mycket bättre än vad ni tror." I oktober publicerades en bild från studiomiljö som insinuerade att Kent inlett repetitionerna inför inspelningen av albumet, vilket bekräftades av Joakim Berg på Twitter den 8 november. Den 9 november skrev Berg på Twitter att albumet har "röd tråd, feeling och sound" och den 10 november bekräftade han att bandet har ett arbetsnamn på albumet.
Den 16 november annonserades att Kent skulle göra musiken till en ny tv-serie i SVT. Kent repeterade den nya skivan i sin studio i Stockholm under hösten och den 29 november åkte bandet till Los Angeles för att spela in. Den 2 december inleddes inspelningen av bandets elfte studioalbum i Studio C på Conway Studios i Hollywood. Första singellåten, La belle epoque, från kommande albumet släpptes digitalt 12 mars 2014. En vecka senare avslöjades på bandets webbplats att titeln på kommande albumet blir Tigerdrottningen och att det släpps den 30 april.
I maj 2014 gjorde Kent en klubbturné i Norge, Sverige och Danmark. Premiären var i Oslo den 8 maj. Med på denna turné har Kent en kör bestående av sångerskorna Miriam Bryant, Ida Redig och Naomi Pilgrim. Samma sommar arrangerade bandet en endagsfestival, Kentfest, på två platser i Sverige. Den första ägde rum i Göteborg, på Ullevi, och den andra i Stockholm, på Gärdet. Förutom Kent uppträdde bland andra Alina Devecerski, Junip och Tove Lo.

### Då som nu för alltid & Avskedsturnén(2015–2016)
Sommaren 2015 spelade Kent på Provinssi, Tinderbox Festival samt Bråvallafestivalen. Mot slutet av konserten på Bråvalla meddelande bandet att de under hösten skulle gå in i studion för att spela in ett nytt album. Skivan spelades in i Electric Lady Studios i New York under november och december 2015.
Den 13 mars 2016 meddelades genom ett videoklipp att gruppen kom att släppa ett sista album och även göra en sista turné, varefter bandet skulle läggas ner. Den 14 mars släpptes singeln "Egoist" samt information att Kents sista studioalbum Då som nu för alltid skulle släppas den 20 maj 2016. Första spelningen på avskedsturnén blev i Saab Arena i Linköping den 23 september. Kent gjorde totalt 28 spelningar under sin sista turné, inklusive den allra sista som hölls den 17 december i Tele2 Arena i Stockholm. På morgonen den 24 augusti 2016 meddelades att samlingsalbumet "Best of" skulle släppas den 16 september, innehållandes 20 av Kents största hits samt fyra nyskrivna låtar. Trots att de fyra låtarna på Best of annonserats i pressen som "de sista Kent-låtarna någonsin" överraskade bandet publiken under konserten 15 december i Stockholm när de framförde ännu en ny låt, betitlad "Vinter17".
Från våren 2015 och fram till bandets allra sista spelning följde Per Sinding-Larsen Kents sista tid tillsammans för att spela in en dokumentärfilm vid namn Vi är inte längre där (Sista åren med Kent), som visades på SVT i två delar den 26 respektive den 27 december 2016. I dokumentären kom det bland annat fram att Harri Mänty i själva verket fick sparken från bandet på grund av för hårt festande, och inte att han på eget bevåg hoppade av som man tidigare sagt.

### Återförening 2025
Tidigt på fredagsmorgonen den 18 oktober 2024 släppte Kent en video på sin youtubekanal med titeln ”Återvändare”, som gav besked om att bandet återförenas för tre spelningar på 3Arena i Stockholm den 21, 22 och 23 mars 2025. Joakim Berg förklarade att man inte släpper någon ny musik, och att man inte kommer att göra någon turné, men att erbjudanden och frågor om när bandet ska spela, har varit många.

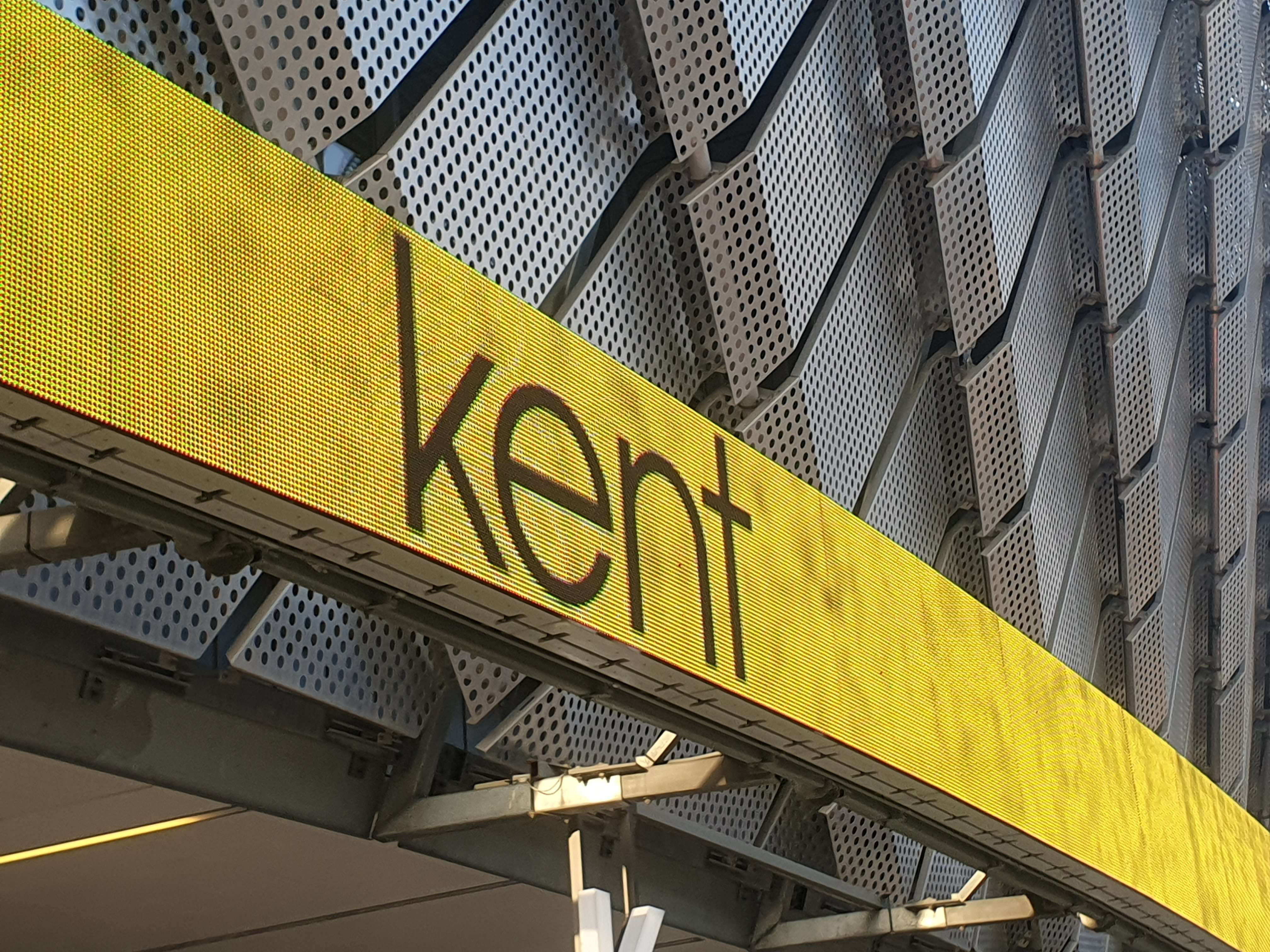
Skyltning utanför 3Arena inför konserten den 22 Mars, 2025

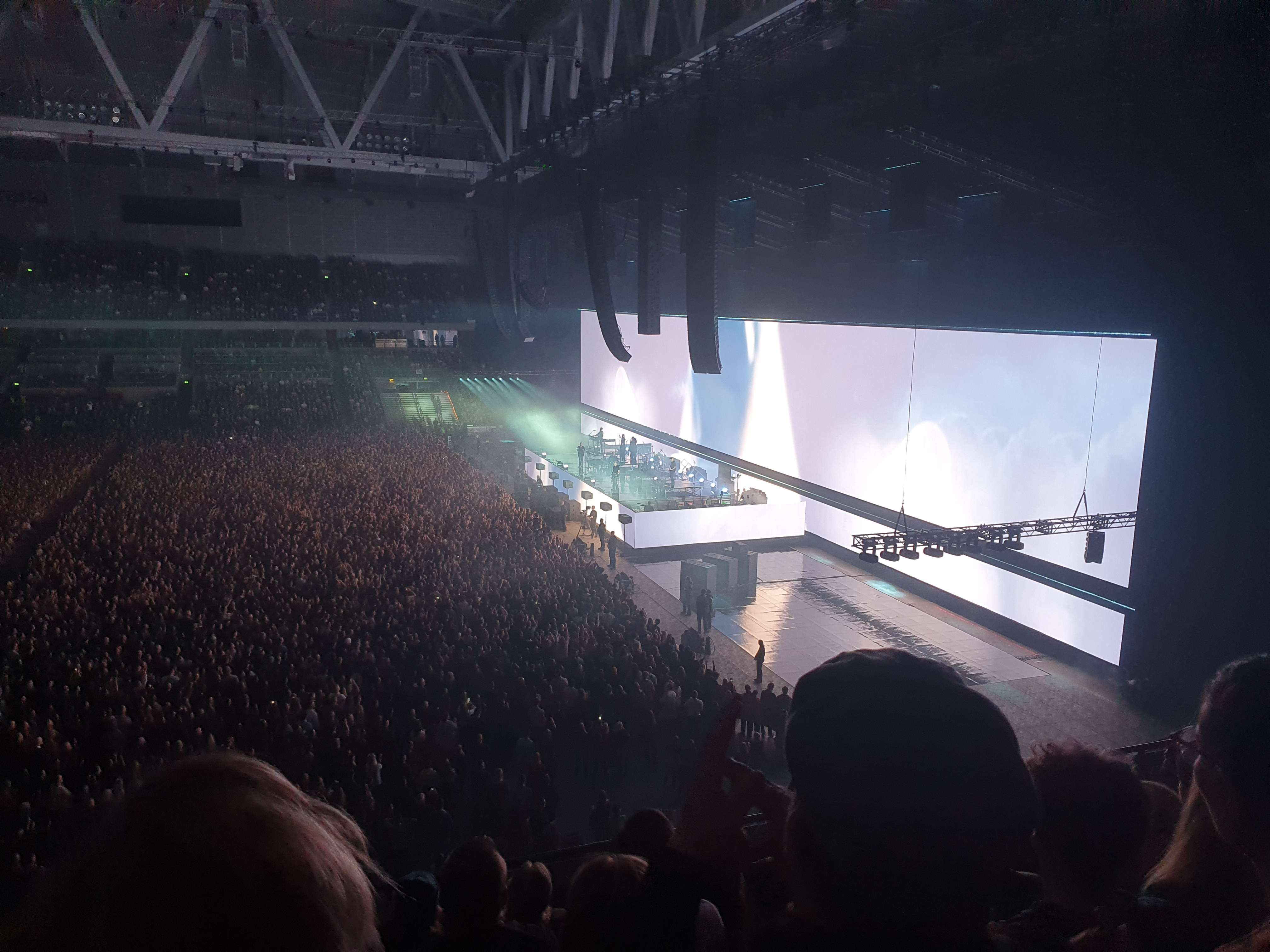
Konserten 22 Mars, 2025

Tack vare den stora efterfrågan och biljettrycket släppte bandet biljetter till ytterligare tre spelningar på 3Arena; 25, 26, och 27 mars 2025.

## Influenser och musikstil
Kents första och kanske mest betydelsefulla influenser för bandets sound var My Bloody Valentine, The Jesus & Mary Chain och The Cure. Intresset för brittisk indie började för Joakim Berg när han lyssnade på ett radioprogram som hette Lilla Bommen och hörde låten Red Sleeping Beauty av McCarthy. Kent är även fans av David Bowie, Depeche Mode, U2 och Radiohead.
Kent har omnämnts som Sveriges största rockband, men har trots det alltid lagt poppiga melodier i fokus.[källa behövs] Bandet menade 2010 att albumet Röd varken kan kategoriseras som pop eller rock, utan snarare hör till någon slags tredje genre vid sidan av. Även om Kents musikstil skiljer sig relativt mycket från album till album, kom troligtvis den största förändringen i och med bandets sjunde studioalbum Tillbaka till samtiden, som markerade ett tydligt skifte från alternativ rock-genren till den mer synthpop/rock-orienterade ljudbild som kom att karaktärisera Kents efterföljande album.

## Medlemmar
Tidigare medlemmar
- Joakim Berg – sång, gitarr, keyboard, piano, programmering (1990–2016, 2025)
- Martin Sköld – bas, keyboard, programmering (1990–2016, 2025)
- Markus Mustonen – trummor, piano, körsång, keyboard (1990–2016, 2025)
- Sami Sirviö – gitarr, keyboard, programmering (1990–2016, 2025)
- Thomas Bergqvist – keyboard (1990–1992)
- Martin Roos – gitarr (1992–1995)
- Harri Mänty – gitarr (1996–2006)

Livemedlemmar
- Andreas Bovin – synth, samplingar och akustisk gitarr (1996-2016, 2025)
- Max Brandt – gitarr (2007-2016, 2025)
- Ida Redig – kör (2014–2015)
- Miriam Bryant – kör (2014–2015)
- Naomi Pilgrim – kör (2014–2015)
- Daniela Rathana – kör (2016)
- Carolina Wallin Pérez – kör (2015–2016, 2025)
- Malin Brudell – kör (2016, 2025)
- Maria Jane Smith - kör (2025)

Tidslinje

## Diskografi

### Studioalbum på svenska
| År                                                                                        | Titel Skivbolag                               | Listplaceringar | Listplaceringar | Listplaceringar | Listplaceringar | Listplaceringar | Information                                 |
| År                                                                                        | Titel Skivbolag                               | SWE             | DEN             | FIN             | NOR             | KOR             | Information                                 |
| ----------------------------------------------------------------------------------------- | --------------------------------------------- | --------------- | --------------- | --------------- | --------------- | --------------- | ------------------------------------------- |
| 1995                                                                                      | Kent RCA, BMG                                 | 2 (37 veckor)   | —               | —               | —               | —               | Släppt: 15 mars 1995 Globalt: + 60 000      |
| 1996                                                                                      | Verkligen RCA Victor, BMG                     | 1 (35 veckor)   | —               | —               | —               | —               | Släppt: 15 mars 1996 Globalt: + 120 000     |
| 1997                                                                                      | Isola RCA Victor, BMG                         | 1 (25 veckor)   | —               | 12 (25 veckor)  | 35 (2 veckor)   | —               | Släppt: 12 november 1997 Globalt: + 240 000 |
| 1999                                                                                      | Hagnesta Hill RCA Victor, BMG                 | 1 (40 veckor)   | —               | 6 (15 veckor)   | 9 (24 veckor)   | —               | Släppt: 6 december 1999 Globalt: + 250 000  |
| 2002                                                                                      | Vapen & ammunition RCA, BMG                   | 1 (181 veckor)  | 4 (20 veckor)   | 1 (45 veckor)   | 1 (41 veckor)   | —               | Släppt: 15 april 2002 Globalt: + 600 000    |
| 2005                                                                                      | Du & jag döden RCA, Sony BMG                  | 1 (57 veckor)   | 2 (10 veckor)   | 2 (17 veckor)   | 1 (21 veckor)   | —               | Släppt: 15 mars 2005 Globalt: + 220 000     |
| 2007                                                                                      | Tillbaka till samtiden RCA, Sony BMG          | 1 (38 veckor)   | 5 (7 veckor)    | 3 (12 veckor)   | 2 (28 veckor)   | —               | Släppt: 17 oktober 2007                     |
| 2009                                                                                      | Röd RCA, Sony                                 | 1 (47 veckor)   | 6 (4 veckor)    | 4 (7 veckor)    | 4 (9 veckor)    | —               | Släppt: 6 november 2009                     |
| 2010                                                                                      | En plats i solen RCA                          | 1 (31 veckor)   | 4 (10 veckor)   | 1 (12 veckor)   | 2 (13 veckor)   | —               | Släppt: 30 juni 2010                        |
| 2012                                                                                      | Jag är inte rädd för mörkret Sonet, Universal | 1 (36 veckor)   | 2 (6 veckor)    | 5 (9 veckor)    | 1 (20 veckor)   | —               | Släppt: 25 april 2012                       |
| 2014                                                                                      | Tigerdrottningen Sonet, Universal             | 1 (99 veckor)   | 3 (7 veckor)    | 6 (6 veckor)    | 1 (11 veckor)   | —               | Släppt: 30 april 2014                       |
| 2016                                                                                      | Då som nu för alltid RCA, Sony                | 1 (127 veckor)  | 13 (1 vecka)    | 3 (7 veckor)    | 5 (4 veckor)    | 61 (1 vecka)    | Släppt: 20 maj 2016                         |
| "—" betecknar en utgivning som inte gick in på listan eller som inte utgavs i det landet. |                                               |                 |                 |                 |                 |                 |                                             |

## Priser och utmärkelser
Totalt har gruppen lyckats kamma hem 58 olika musikpriser och 23 Grammisar. Bäst gick det 2003 då de tilldelades inte mindre än 17 olika priser.
| År   | Kategori |
| ---- | --- |
| 1995 | - Grammis för bästa pop/rockgrupp |
| 1996 | - Grammis – bästa musikvideo (Gravitation) - Grammis – bästa producent (Nille Perned) - Rockbjörn - årets svenska skiva - Nöjesguidens pris för bästa band |
| 1997 | - Grammis för bästa album (Isola) - Grammis för bästa pop/rockgrupp - Eskilstunas Musikpris - Rockbjörn – Årets svenska grupp - Rockbjörn – Årets svenska skiva (Isola) - Specialpriset "Pris för bästa insats i Sverige för svensk musik" |
| 1998 | - Guldgadden - Bästa liveband |
| 1999 | - Rockbjörn – Årets svenska grupp - Rockbjörn – Årets svenska låt (Musik non stop) - Grammis – Årets pop/rockgrupp |
| 2002 | - MTV Europe Music Award – Best nordic act - MTG Radio Airplay award - Swedish Hit Music Awards – Årets svenska artist/grupp - Swedish Hit Music Awards – Årets svenska låt (Dom andra) - Swedish Hit Music Awards – Årets svenska rock (Dom andra) |
| 2003 | - NRJ Radio Awards – Bästa svenska grupp - NRJ Radio Awards – Bästa svenska låt (Dom andra) - P5 Radio Stockholm Stockholmsmärket 2002 – Årets Stockholmsgrupp - P5 Radio Stockholm Stockholmsmärket 2002 – Årets Stockholmslåt (Dom andra) - Rockbjörn – Årets svenska grupp - Rockbjörn – Årets svenska skiva (Vapen & ammunition) - P3 Guld – Årets grupp - P3 Guld – Årets låt (Dom andra) - Grammis – Årets låt (Dom andra) - Grammis – Årets artist - Grammis – Årets grupp - Grammis – Årets album (Vapen & ammunition) - Grammis – Årets textförfattare (Joakim Berg) - Grammis – Årets kompositör (Joakim Berg) - Grammis – Årets producent (Kent, Martin Von Schmalensee, Zed) - Sveriges bästa siter 2003 – Bästa fansajten Kent.nu - Musikförläggarnas pris – Årets kompositör/textförfattare (Joakim Berg) |
| 2005 | - Nordic Music Awards – Bästa nordiska artist - P3 Guld – Årets grupp - Rockbjörn – Årets album (Du & jag döden) |
| 2006 | - Grammis – Årets rockgrupp - Grammis – Årets musikvideo (Dom som försvann) |
| 2007 | - Grammis - Årets grupp - Grammis - Årets album (Tillbaka till samtiden) - P3 Guld - Årets grupp - Rockbjörn - Årets svenska album (Tillbaka till samtiden) |
| 2009 | - Grammis - Årets rock - Grammis - Årets producent (Kent, Joshua) - P3 Guld - Årets grupp |
| 2010 | - Rockbjörn - Årets liveband |
| 2012 | - P3 Guld - Årets grupp |
| 2014 | - Grammis - Årets rock - Grammis - Årets textförfattare (Joakim Berg) |
| 2016 | - Hall of fame - Invalda i Swedish Music Hall of Fame - P3 Guld - Årets grupp - Grammis - Årets rock - Grammis - Årets album (Då som nu för alltid) |
| 2017 | - Rockbjörn - Årets liveband |
| 2024 | - Spelmannen |